# NGC 2242
NGC 2242 là một tinh vân hành tinh trong chòm sao Ngự Phu. Nó được phát hiện bởi Lewis A. Swift vào ngày 24 tháng 11 năm 1886, và được cho là một thiên hà cho đến khi một nghiên cứu được công bố vào năm 1987 cho thấy nó là một tinh vân hành tinh. Tinh vân nằm cách 6.500 năm ánh sáng và khoảng 1.600 năm ánh sáng so với mặt phẳng thiên hà.